# NGC 5001
NGC 5001 ist eine Balken-Spiralgalaxie mit aktivem Galaxienkern vom Hubble-Typ SB im Sternbild Großer Bär am Nordsternhimmel. Sie ist schätzungsweise 410 Millionen Lichtjahre von der Milchstraße entfernt und hat einen Durchmesser von etwa 135.000 Lj.

Im selben Himmelsareal befindet sich u. a. die Galaxie NGC 4967, NGC 4974, IC 847, IC 853.
Das Objekt wurde am 1. Mai 1831 von John Herschel entdeckt.